# 2011년 삼성 라이온즈 시즌
2011년 삼성 라이온즈 시즌은 KBO 리그에서 류중일 감독과 삼성 라이온즈의 이른바 '삼성왕조'의 시발점이었다.
팀은 정규시즌 1위를 기록하고 한국시리즈에서도 SK 와이번스를 4승 1패로 꺾으며 지난 2006년 이래 5년만에 통합 우승을 차지했다.
또한, 시즌 후 열린 아시아 시리즈에서도 후쿠오카 소프트뱅크 호크스를 꺾고 우승을 차지했다. 아시아 시리즈에서 KBO 리그 팀이 우승을 한 것은 이때가 유일하다.

## 타이틀
- 야구 월드컵 국가대표: 임진우, 임현준
- KBO 골든글러브: 최형우 (외야수)
- KBO 신인상: 배영섭
- 프로야구 30주년 Legend All-Star BEST 10: 이만수 (포수), 장효조 (외야수 1위), 양준혁 (외야수 2위)
- 스포츠조선 선정 프로야구 30년 베스트10: 이만수 (포수), 이승엽 (1루수), 장효조 (외야수), 양준혁 (지명타자)
- 올스타전 우수타자상: 최형우
- 올스타 선발: 차우찬 (투수), 김상수 (유격수), 박석민 (3루수), 최형우 (외야수), 박한이 (외야수)
- 올스타전 추천선수: 오승환
- 아시아시리즈 MVP: 장원삼
- 한국시리즈 MVP: 오승환
- 일구대상: 장효조
- 일구상 최고타자상: 최형우
- 조아제약 프로야구대상 최고투수상: 오승환
- 조아제약 프로야구대상 최고타자상: 최형우
- 조아제약 프로야구대상 프로감독상: 류중일
- 조아제약 프로야구대상 공로상: 장효조
- 카스포인트 어워즈 대상: 최형우
- 카스포인트 타자 1위: 최형우
- 카스포인트 레전드: 장효조
- 카스포인트 최다 팀: 삼성 라이온즈
- 컴투스프로야구 10년대 올스타: 류중일 (감독), 장태수 (수석코치), 김성래 (타격코치), 김평호 (주&수코치), 김태한 (투수코치), 오승환 (마무리투수), 최형우 (좌익수)
- 컴투스프로야구 선정 전설의 시작 라인업: 최형우, 박석민, 김상수, 오승환
- WAR: 최형우 (7.86)
- 공격 WAR: 최형우 (8.18)
- 출장(타자): 최형우 (133)
- 출장(야수): 김상수 (126)
- 홈런: 최형우 (30)
- 루타: 최형우 (296)
- 타점: 최형우 (118)
- 고의4구: 최형우 (15)
- 희생플라이: 최형우 (10)
- 장타율: 최형우 (0.617)
- OPS: 최형우 (1.044)
- 마무리등판: 오승환 (52)
- 세이브: 오승환 (47)
- 세이브포인트: 오승환 (48)
- 장타: 최형우 (70)
- 순장타율: 최형우 (0.277)
- 추정 득점: 최형우 (116.9)
- GPA: 최형우 (0.346)
- 경기 당 투구 수: 매티스 (108.9)
- 수비이닝: 김상수 (1059.1)

### 퓨처스리그
- 퓨처스 올스타: 임진우, 임현준, 김정혁, 김헌곤
- 타율: 김정혁 (0.418)
- 홈런: 모상기 (21)
- 타점: 모상기 (83)
- 장타율: 모상기 (0.699)
- 출루율: 김정혁 (0.475)
- 홀드: 임현준 (10)
- 남부리그 득점: 김헌곤, 모상기 (65)
- 남부리그 안타: 김정혁 (102)
- 남부리그 3루타: 김정혁, 문선엽 (6)
- 남부리그 도루: 정형식 (27)
- 남부리그 사구: 이경록 (11)
- 남부리그 출장(투수): 신희섭 (41)
- 남부리그 세이브: 임진우 (9)

## 선수단
- 선발투수: 윤성환, 매티스, 차우찬, 장원삼, 저마노, 카도쿠라, 배영수
- 구원투수: 정인욱, 안지만, 정현욱, 권오준, 권혁, 임현준, 이규대, 이동걸, 문수호, 곽동훈, 박민규
- 마무리투수: 오승환, 이우선, 김효남, 임진우, 명재철
- 포수: 진갑용, 현재윤, 이정식, 채상병
- 1루수: 조영훈, 채태인
- 2루수: 강명구, 손주인, 신명철
- 유격수: 김상수
- 3루수: 박석민, 조동찬
- 좌익수: 최형우, 강봉규
- 중견수: 배영섭, 이영욱, 정형식
- 우익수: 박한이, 김종호, 오정복, 김헌곤
- 지명타자: 김정혁, 모상기, 가코

## 특이 사항
- 외야수 이영욱은 4월 10일 SK 와이번스의 이영욱을 상대로 홈런을 쳐 KBO 리그 사상 최초의 동명이인 맞대결 홈런을 기록했다.
- 오승환은 47세이브를 기록해 역대 단일 시즌 최다 세이브 기록을 5년만에 타이 기록 세웠다.
- 가코는 이 시즌 WAR -0.93을 기록한 뒤 KBO 리그를 떠나 KBO 리그 외국인 타자 중 2010년대 통산 최저 기록을 세웠다.
- 장원삼은 아시아 시리즈 결승전에서 승리투수가 되며 아시아 시리즈 MVP에 등극했다.
- 2012 2차 드래프트 1라운드에서 신용운을 지명하여 구단 사상 최초의 2차 드래프트 지명자가 되었다.
- 팀은 이 시즌에 페넌트 레이스, 한국시리즈, 아시아시리즈까지 모두 석권했다.

## 변동 사항
- 과거 프랜차이즈 스타였던 김성래가 일본 프로 야구단 오릭스 버펄로스의 2010 시즌 2군 타격 코치로 1년간 일한 뒤 삼성 라이온즈의 새 타격 코치로 영입되었다.[1]
- 2010년 11월, 중국 광저우 아시안 게임에 국가 대표로 출전한 투수 안지만과 내야수 조동찬이 금메달을 따면서 병역 면제를 받았다.[2]
- 2010 시즌 내내 부진했던 유격수 박진만이 후배 김상수에게 주전 유격수 자리를 물려 준 상황에 대해 자책하며 구단 측에 자신의 이적을 요청했고, 삼성 구단은 조건없이 이적할 수 있도록 배려하였다. 박진만은 나주환의 공백을 메운다는 취지 아래 SK 와이번스로 이적하였다.[3][4]
- 2010 시즌을 마치고 자유 계약 선수 FA를 선언한 배영수는 일본 프로 야구로 진출을 시도하였다.[5]
- 퓨처스 리그에서 활동 중이던 김진웅이 방출되었다.
- 지난시즌 활약했던 두 외국인 선수(팀 레딩, 프란시스코 크루세타)와 재계약하지 않고, 새 외국인 선수인 일본 프로야구 한신 타이거즈에 활약했던 재일교포인 가네무라 사토루(국적이 일본이라서 외국인 선수로 등록됨.), 그리고 메이저 리그 출신인 외야수 라이언 가코와 계약했다.
- 2010년 12월 30일, 선동열 감독이 사퇴하고, 후임으로 류중일 코치가 부임했다.[6]
- 선동열 감독이 사퇴하면서, 구단은 가네무라 사토루에 대한 영입을 포기하고, 대신 SK 와이번스에서 방출된 카도쿠라 켄를 영입하였다.